# Max Schmid-Burgk

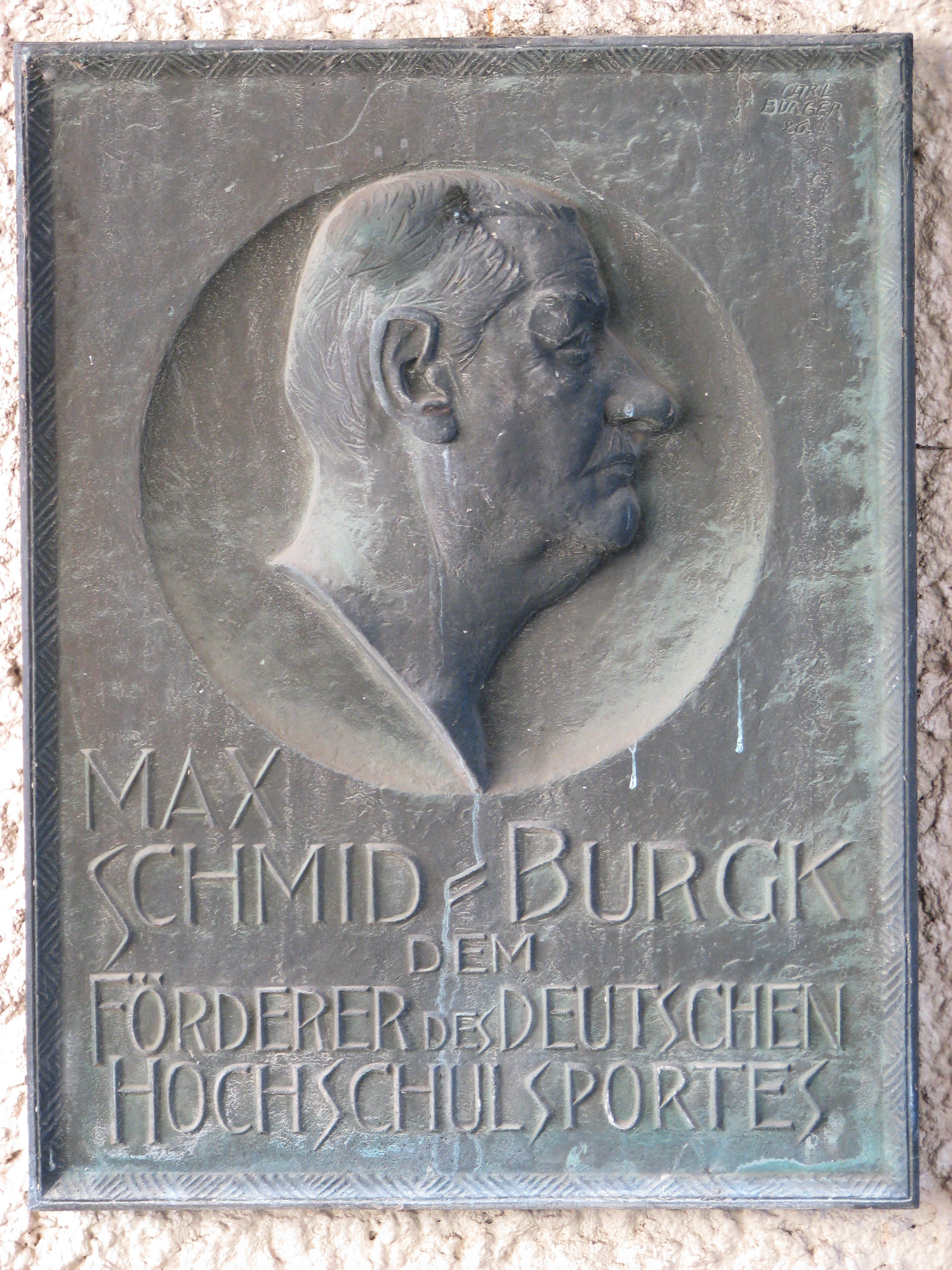
MaxSchmid-Burgk.

Max Schmid-Burgk, född 1860 i Weimar, död den 14 mars 1925 i Aachen, var en tysk konsthistoriker. 
Schmid-Burgk studerade vid konstakademien och vid universitetet i Berlin, tjänstgjorde i kopparstickskabinettet och i tekniska högskolan där och blev 1893 professor vid tekniska högskolan i Aachen. Bland hans skrifter kan nämnas monografier över Rethel (1898) och Klinger (1899, flera upplagor) samt Kunstgeschichte des 19. Jahrhunderts (3 delar, 1904-13).